# Arjona (Spanje)

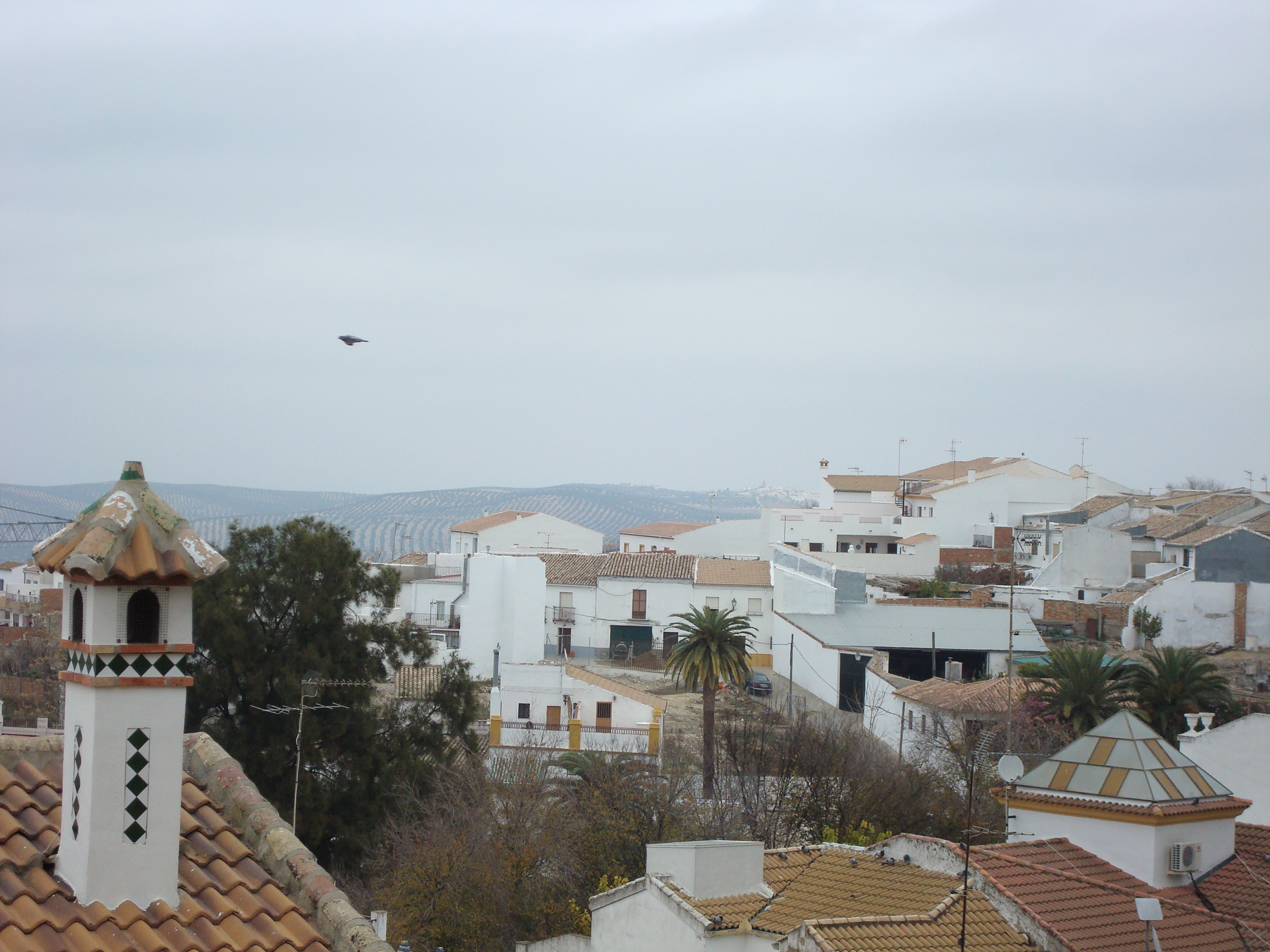
Arjona

Arjona is een gemeente in de Spaanse provincie Jaén in de regio Andalusië met een oppervlakte van 158 km². Arjona telt 5.691 inwoners (1 januari 2016).

## Demografische ontwikkeling
Bron: INE, 1857-2011: volkstellingen

## Geboren
- Mohammed I ibn Nasr (1195-1273), sultan van Granada